# Werdoyo (Kebonagung)
Werdoyo is een bestuurslaag in het regentschap Demak van de provincie Midden-Java, Indonesië. Werdoyo telt 3346 inwoners (volkstelling 2010).